# Live in Chile
Live in Chile är ett livealbum med det amerikanska death metal-bandet Sadus, utgivet 2015 av skivbolaget Australis Records.

## Låtlista
1. "Aggression" – 4:44
2. "Crutch" – 5:52
3. "Hands of Fate" – 3:54
4. "Good Rid'nz" – 4:30
5. "Slave to Misery" – 3:59
6. "Kill Team" – 3:57
7. "Sick" – 3:39
8. "Power of One" – 3:20
9. "Twisted Face" – 1:57
10. "Di Giorgio's Solo" (instrumental)
11. "The Wake" – 4:21

## Medverkande
Musiker (Sadus-medlemmar)
- Darren Travis – sång, gitarr
- Steve DiGiorgio – basgitarr, keyboard, bakgrundssång
- Jon Allen – trummor

Produktion
- Francisco Javier Cautín Aracena – producent
- Pablo Navarrete – ljudmix
- Pablo Gudiño – mastering
- Jaime Gutierrez – omslagsdesign, omslagskonst
- Javier Arce – foto